# Philoscia muscorum
Espèce
Philoscia muscorum est une espèce de crustacés isopodes de la famille des Philosciidae. Ce cloporte, commun en Europe, a aussi envahi une partie de l’Amérique du Nord.

## Liste des sous-espèces
Selon World Register of Marine Species (31 janv. 2012) :
- sous-espèce Philoscia muscorum albescens Collinge, 1918
- sous-espèce Philoscia muscorum aureomaculata Collinge, 1918
- sous-espèce Philoscia muscorum biellensis Verhoeff, 1936
- sous-espèce Philoscia muscorum dalmatia Verhoeff, 1901
- sous-espèce Philoscia muscorum frigidana Verhoeff, 1928
- sous-espèce Philoscia muscorum maculata Collinge, 1918
- sous-espèce Philoscia muscorum marinensis Verhoeff, 1933
- sous-espèce Philoscia muscorum muscorum (Scopoli, 1763)
- sous-espèce Philoscia muscorum rufa Legrand, 1943
- sous-espèce Philoscia muscorum standeni Collinge, 1917
- sous-espèce Philoscia muscorum triangulifera Verhoeff, 1918
- sous-espèce Philoscia muscorum virescens Collinge, 1917